# Línea 6 (Tucumán)
La Línea 6 es una línea de colectivos urbana de San Miguel de Tucumán, Tucumán, Argentina. Operada por Puesto Nuevo U.T.E., conecta las zonas sur, centro y oeste de la capital.

## Recorrido

### Ramal San José[1][2]
Desde Plazoleta en camino a La Cartujana y Camino del Perú, por este hasta Italia, Martín Rodríguez, Perú, Olegario Andrade, Paraguay, E. Echeverría, Perú, Diag. Isla de Cerdeña, Belisario Roldán, Italia, Diag. Frías y Araujo, Diag. O 'Connors, Pje. Villa, Diag. Zavaleta, España, Av. América, Pje. Guido Spano, Bulnes, Uruguay, Viamonte, Av. Belgrano, Av. Mitre, Av. 24 de Septiembre, San Luis, C. Álvarez, Las Heras, Bolívar, 9 de Julio, Américo Vespucio, Jujuy, López Mañan, 9 de Julio, Cangallo, Jujuy, Democracia, Jujuy, Gdor. Lázaro Barbieri, Buenos Aires, Gaspar Lasalle, Jujuy, Av. Democracia, Buenos Aires, Cangallo, Buenos Aires, López Mañan, Jujuy, Américo Vespucio, Buenos Aires, Matheu, Congreso, San Lorenzo, Buenos Aires, C. Álvarez, Entre Ríos, Monteagudo, Córdoba, Laprida, Santiago, Av. Ejército del Norte, Av. Belgrano, Viamonte, Italia, J. L. Nougués, Chile, Bulnes, Pje. Virrey Vértiz, Av. América, Av. Belgrano, Godoy Cruz, Diag. Zavaleta, Diag. Isla de Cerdeña, Perú, E. Echeverría, Paraguay, Olegario Andrade, Perú, Martín Rodríguez, Italia, Camino del Perú, Plazoleta en camino a La Cartujana.

### Ramal Crisóstomo Álvarez[3][4]
Desde Buenos Aires y C. Álvarez, Las Heras, Bolívar, 9 de Julio, Américo Vespucio, Jujuy, López Mañan, 9 de Julio, Cangallo, Jujuy, Juanes de Artaza, San Luis, Cap. Melián de Leguizamón, Av. Alem, Juanes de Artaza, Ayacucho, Cangallo, 9 de Julio, López Mañan, Jujuy, Américo Vespucio, Buenos Aires, Matheu, Congreso, San Lorenzo, Buenos Aires, C. Álvarez.

## Lugares de Interés
- Plaza Alberdi
- Palacio de Tribunales
- Plaza Hipólito Yrigoyen
- Parque El Provincial